# Ce formidable bordel !
Ce formidable bordel ! est une pièce de théâtre d'Eugène Ionesco  représentée pour la première fois le 10 novembre 1973 au Théâtre Moderne dans une mise en scène de Jacques Mauclair.

## Distribution à la création
- Yves Bureau : le révolté, le fils du révolté
- Jean-Paul Cisife : Pierre Ramboul, le Monsieur à la canne, le vieux Monsieur, le fils de Pierre Ramboul
- Giani Corrieri : le jeune ouvrier, le fils du jeune homme
- Rosine Favey : la caissière, la révoltée, la mère du personnage
- Geneviève Fontanel : Lucienne, Agnès
- Éléonore Hirt : la propriétaire, la dame inconnue
- Odile Mallet : la dame au petit chien, la vieille dame
- Jacques Mauclair : le personnage
- Monique Mauclair : la concierge, la fille de la concierge
- André Thorent : le patron du bistrot, le patron du restaurant, le mari de la dame au petit chien, le fils du patron
- Gilles Thomas : le client du restaurant